# Орхус Фремад
Футбольний клуб «Орхус Фремад» (дан. Aarhus Fremad Fodbold) — данський футбольний клуб із міста Орхус. Клуб був заснований у 1897 році, та грає у другому дивізіоні Данії, третьому дивізіоні системи футбольних ліг країни. Команда грає на стадіоні «Рісванген» місткістю 5 тисяч глядачів. Більшість часу клуб грав у нижчих данських лігах, проте в 1997 році клуб вийшов до Данської Суперліги, в якій грав до вибуття в 1999 році.